# Upplands runinskrifter 609
Upplands runinskrifter 609 är ett försvunnet vikingatida runstensfragment som funnits i Prästgården, Västra Ryds socken och Upplands-Bro kommun. Olof Celsius den äldre rapporterade om detta fragment som tidigare legat i en spismur i prästgården men som var upptaget vid hans besök. Det är emellertid inte känt sedan dess och ingen avbildning finns.

## Inskriften
Translitterering av runraden:
[... auk × h...]
Normalisering till runsvenska:
... ok ...
Översättning till nusvenska:
... och ...